# Ngô Đình Diệm
Ngô Đình Diệm (pronunțat NgoDinhDiem.ogg[lang]; n. 3 ianuarie 1901, Phong Thủy⁠(d), Quảng Bình, Vietnam – d. 2 noiembrie 1963, Sài Gòn, Vietnamul de Sud) a fost primul președinte al Vietnamului de Sud (1955–1963). În urma retragerii franceze din Indochina ca urmare a Acordurilor din 1954 de la Geneva, Diệm s-a aflat în fruntea eforturilor de a înființa o Republică a Vietnamului. Profitând de considerabila susținere americană, acordată datorită anticomunismului său hotărât, a obținut o victorie într-un plebiscit în 1955, considerat a fi unul fraudulos. Proclamându-se președinte al republicii, a dat dovadă de bune abilități politice în procesul de consolidare a puterii sale, iar perioada sa de guvernare s-a dovedit a fi autoritară, elitistă, nepotistă și coruptă. Romano-catolic, Diệm a susținut politici de persecuție și oprimare a montagnarzilor majoritar budiști. În urma protestelor religioase care au atras atenția întregii lumi, Diệm a pierdut susținerea americană și a fost asasinat de Nguyễn Văn Nhung, adjunctul generalului de armată Dương Văn Minh în ziua de 2 noiembrie 1963, în timpul unei lovituri de stat care l-a înlăturat de la putere.